# Vision – Aus dem Leben der Hildegard von Bingen
Pour plus de détails, voir Fiche technique et Distribution.
Vision – Aus dem Leben der Hildegard von Bingen (en français, Vision – Sur la vie de Hildegarde de Bingen) est un film franco-allemand réalisé par Margarethe von Trotta, sorti en 2009.

## Synopsis
À huit ans, Hildegarde de Bingen est envoyée par ses parents à l'abbaye de Disibodenberg ; elle reçoit l'éducation de Jutta von Sponheim et est initiée à la médecine et à l'herboristerie. Lorsque Jutta meurt, elle lui succède comme abbesse et enseigne aux religieuses la théologie, la médecine et la botanique. Un jour, elle confesse au moine Volmar, qu'elle a eu des visions religieuses ; il en informe son abbé qui le rapporte à l'évêque de Mayence. Une commission vérifie l'exactitude des visions et se retire. Seul le pape peut juger. Il demande au grand théologien Bernard de Clairvaux de la rencontrer. Ce dernier croit aux visions et conseille le pape ; Hildegarde peut désormais écrire et publier ses visions.
Quand la fille du margrave de Stade, Richardis, veut entrer dans le couvent, elle est sceptique au début, mais accepte en raison de son talent littéraire ; une amitié se développe entre elles. Lorsque Hildegarde décide avec les sœurs de fonder son propre couvent, elle rencontre une résistance farouche de l'abbé. La mère de Richardis intervient auprès de l'archevêque de Mayence, elle reçoit finalement l'approbation. Elle fonde à Rupertsberg son abbaye dont elle devient l'abbesse. Volmar, avec qui elle entretient également une étroite amitié, a la permission d'être son prévôt. Quand Richardis est destinée par son frère Hartwig (de), archevêque de Brême, à devenir l'abbesse d'un autre couvent, Hildegarde est profondément affectée. Après quelques empêchements, elle accepte l'arrangement, Richardis quitte le couvent. Quelques mois plus tard, elle apprend que Richardis est morte, puis elle tombe gravement malade puis dans le coma. Après une longue convalescence, elle se réveille et décide d'aller avec Volmar de sortir pour témoigner de ses prédications.

## Fiche technique
- Titre : Vision – Aus dem Leben der Hildegard von Bingen
- Réalisation : Margarethe von Trotta
- Scénario : Margarethe von Trotta
- Musique : Christian Heyne (de)
- Direction artistique : Volker Schäfer, Margarethe von Trotta
- Costumes : Ursula Welter (de)
- Photographie : Axel Block (de)
- Son : Michael Busch
- Montage : Corina Dietz (de)
- Production : Markus Zimmer
- Société de production : Celluloid Dreams, Clasart Produktion, Concorde Filmed Entertainment
- Société de distribution : Concorde Filmverleih
- Pays d'origine :  Allemagne,  France
- Langue : allemand, latin
- Format : couleur - 2,35:1 - 35 mm
- Genre : biographique
- Durée : 110 minutes
- Dates de sortie :
  -  Allemagne : 24 septembre 2009.
  -  Autriche : 25 septembre 2009.
  -  Suisse : 10 décembre 2009.

## Distribution
- Barbara Sukowa : Hildegarde de Bingen
- Heino Ferch : Volmar
- Hannah Herzsprung : Richardis de Stade
- Alexander Held : l'abbé Kuno
- Lena Stolze : Sœur Jutta
- Paula Kalenberg : Sœur Klara
- Sunnyi Melles : la margrave de Stade
- Mareile Blendl (de) : Jutta von Sponheim
- Devid Striesow : l'empereur Frédéric Barberousse
- Nicole Unger (de) : Sœur Ursula
- Dagmar Sachse (de) : Gerhild

## Source de la traduction
- (de) Cet article est partiellement ou en totalité issu de l’article de Wikipédia en allemand intitulé « Vision – Aus dem Leben der Hildegard von Bingen » (voir la liste des auteurs).